# Piani di Castelluccio
I Piani di Castelluccio sono un altopiano carsico-alluvionale dell'Appennino centrale (Appennino umbro-marchigiano), situato nel versante umbro dei Monti Sibillini, ai piedi del Monte Vettore (Cima del Redentore). Ricade all'interno del territorio dei comuni di Norcia (PG) (nei pressi della frazione di Castelluccio), Castelsantangelo sul Nera (MC) e del Parco Nazionale dei Monti Sibillini.

## Descrizione

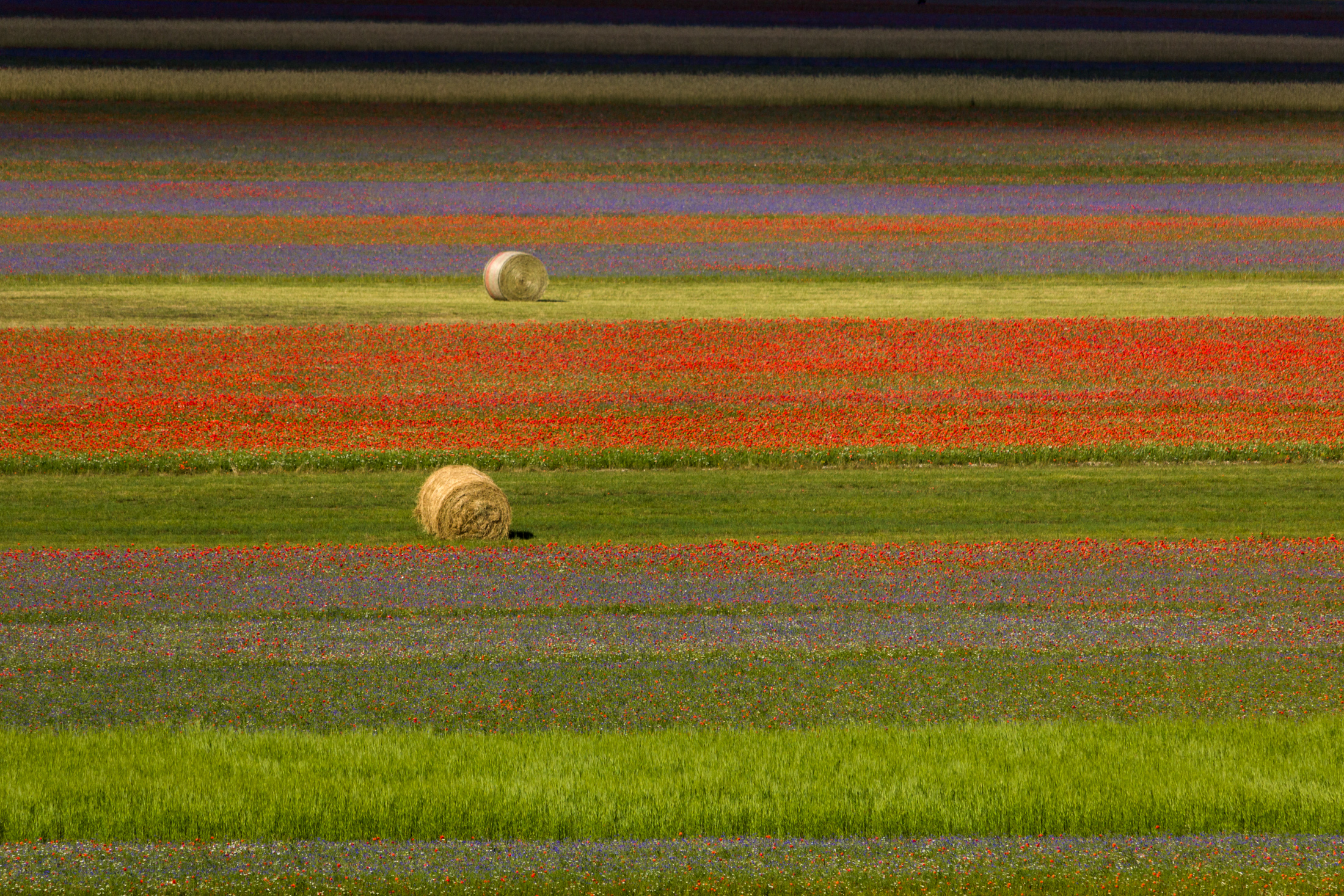
Fioritura di Castelluccio di Norcia.

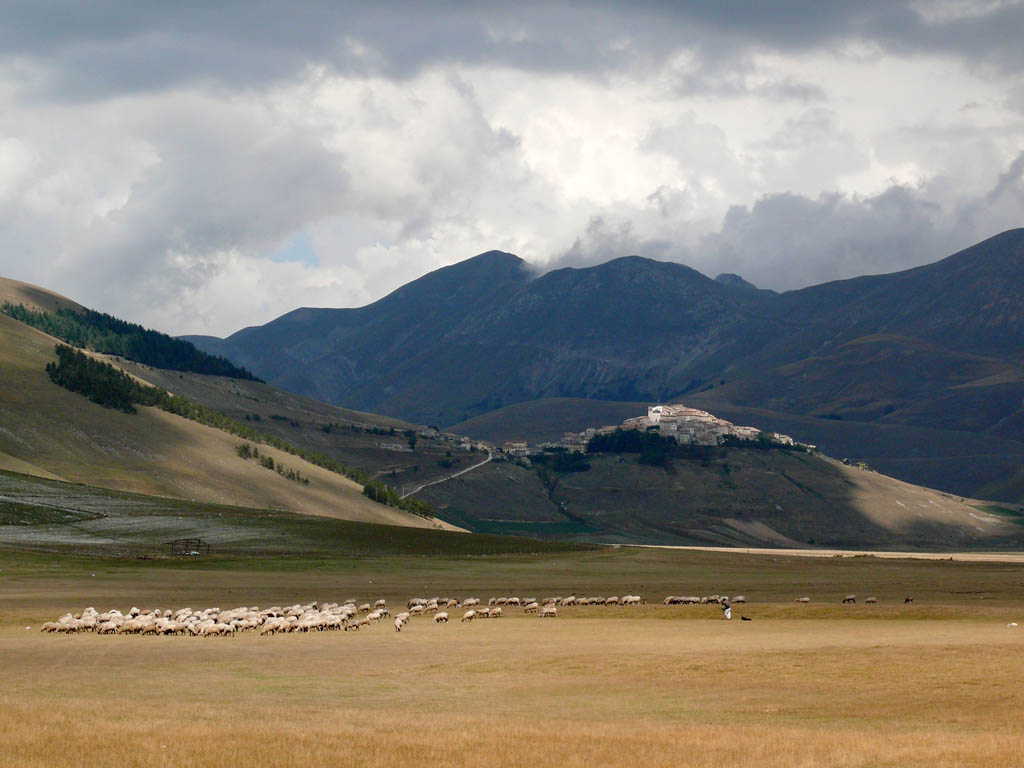
Veduta estiva con gregge dalla piana

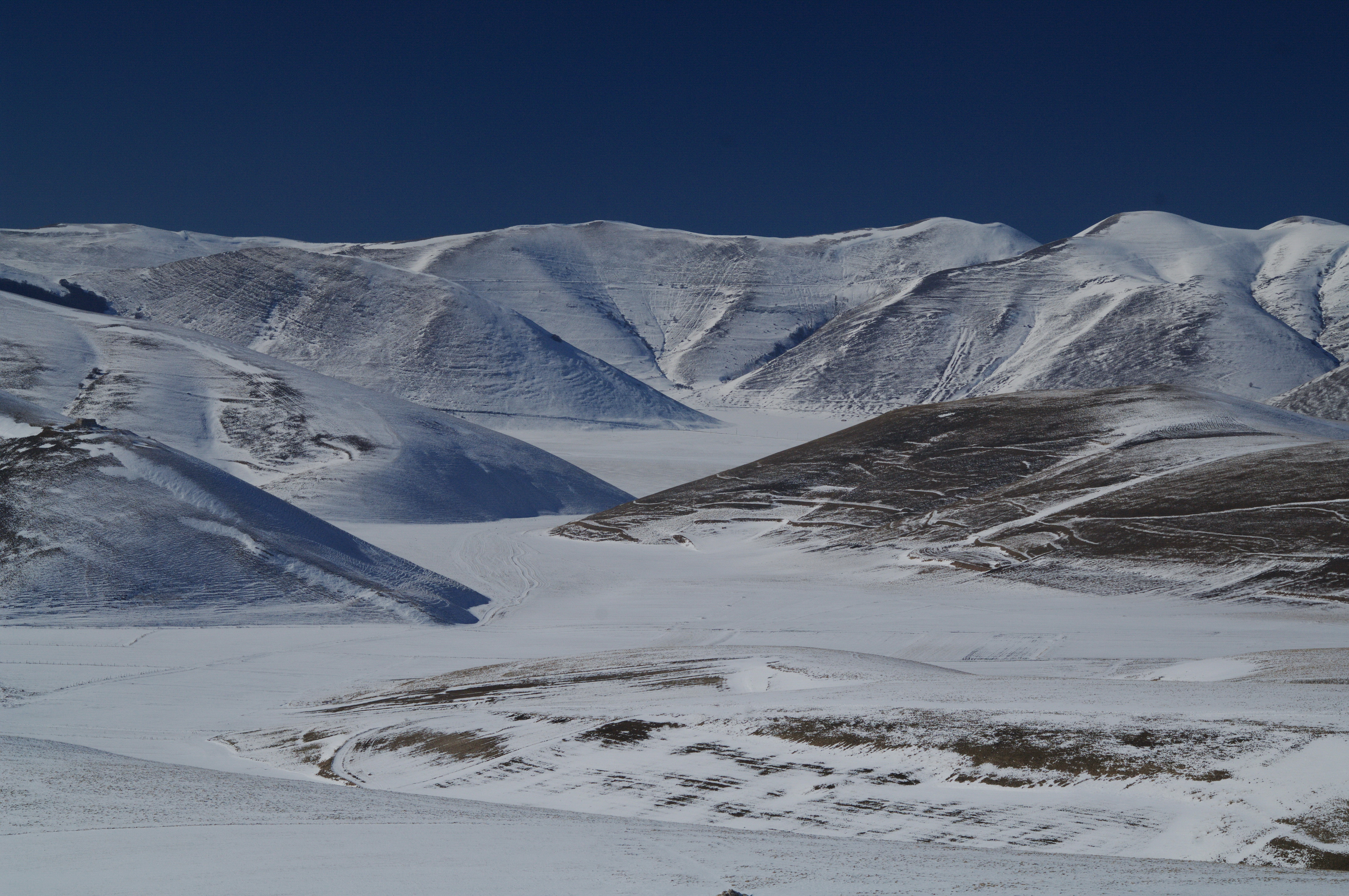
Notte invernale con luna piena

Sono il secondo più vasto altopiano appenninico dopo quello di Campo Imperatore, costituisce il fondo di un antico lago appenninico, ora prosciugatosi e noto per i suoi fenomeni carsici: i Piani sono tre, si trovano a circa 1.350 m s.l.m. e coprono una superficie di 15 km². In particolare:
- il Pian Grande
- il Pian Piccolo
- il Pian Perduto (in provincia di Macerata nelle Marche)

Nella parte più a sud del Pian Grande si trova il "fosso dei Mergani": quello che all'apparenza sembra essere un corso d'acqua alimentato da una fonte è, in realtà, una dolina dalla forma a venatura che termina in un inghiottitoio dove finiscono le acque meteoriche captate dal fosso dei Mergani. È famoso per la "Fioritura", ossia il fenomeno di fioritura che colora il piano tra la fine di maggio e l'inizio di luglio: in questo periodo sbocciano soprattutto papaveri, fiordalisi, margherite e lenticchie.

### Clima
Le temperature minime raggiungibili in inverno, a volte prossime o inferiori ai -30 °C in condizioni di innevamento al suolo e alta pressione, lo rendono uno dei posti più freddi dell'Appennino e d'Italia.

### Accessibilità
Vi si accede da Castelsantangelo sul Nera a nord, da Forca Canapine a sud, da Forca di Presta a est.

## Economia
I piani sono noti per la coltivazione delle Lenticchie di Castelluccio.

## Curiosità
- Sulla piana di Castelluccio è visibile un bosco a forma di Italia a ridosso del Pian Grande[3]. Le conifere che la formano sono state piantate durante la X Festa della Montagna del 1961 per volontà del ministro Mariano Rumor, titolare all'epoca del Ministero dell'agricoltura[4].